# Ябланце (Дуплек)
Ябланце (словен. Jablance) — поселення в общині Дуплек, Подравський регіон‎, Словенія.